# Пархомівка (Вінницький район)
Пархо́мівка — село в Україні, в Іллінецькій міській громаді Вінницького району Вінницької області. Розташоване на обох берегах річки Кальничка (притока Собу) за 15 км на південний схід від міста Іллінці та за 4,5 км від автошляху Р33. Населення становить 385 осіб (станом на 1 січня 2018 р.).

## Історія
1864 року за описом Лаврентія Похилевича у селі (разом із західною частиною Талалаївкої) мешкало 1083 селянина. Дерев'яна Богословська церква була побудована 1770 року, володіла 38 десятинами землі. Від сусідньої Шабельні до Талалаївки існував колишній оборонний вал.
Станом на 1885 рік у колишньому власницькому селі Кальницької волості Липовецького повіту Київської губернії мешкало 900 осіб, налічувалось 154 дворових господарства, існували 2 православні церкви, школа та постоялий будинок.
За переписом 1897 року кількість мешканців зросла до 1218 осіб (599 чоловічої статі та 619 — жіночої), з яких 1203 — православної віри.
12 червня 2020 року, відповідно до розпорядження Кабінету Міністрів України № 707-р «Про визначення адміністративних центрів та затвердження територій територіальних громад Вінницької області», увійшло до складу Іллінецької міської громади.
19 липня 2020 року, в результаті адміністративно-територіальної реформи та ліквідації Іллінецького району, село увійшло до складу Вінницького району.

## Видатні уродженці
Чирський Дмитро Протерійович (1882 — після 1941) — голова Кам'янець-Подільської повітової народної управи (1918), комісар 2-ї Волинської дивізії Армії УНР.

## Символіка
Затверджена 18 липня 2018 р. рiшенням № 646 XXXIV сесії міської ради VIII скликання. Автори — В. М. Напиткін, К. М. Богатов, В. М. Ящук.

### Герб
У срібному щиті три зелених ялини, середня вища, супроводжувані внизу двома червоними козацькими шаблями, покладеними в косий хрест. Герб вписаний в золотий декоративний картуш і увінчаний золотою сільською короною. Унизу картуша напис «ПАРХОМІВКА».
Герб означає заснування села козаками серед густого лісу.

### Прапор
На квадратному білому полотнищі три зелених ялини, середня вища, під якими дві червоних козацькі шаблі, покладені навхрест.

## Галерея

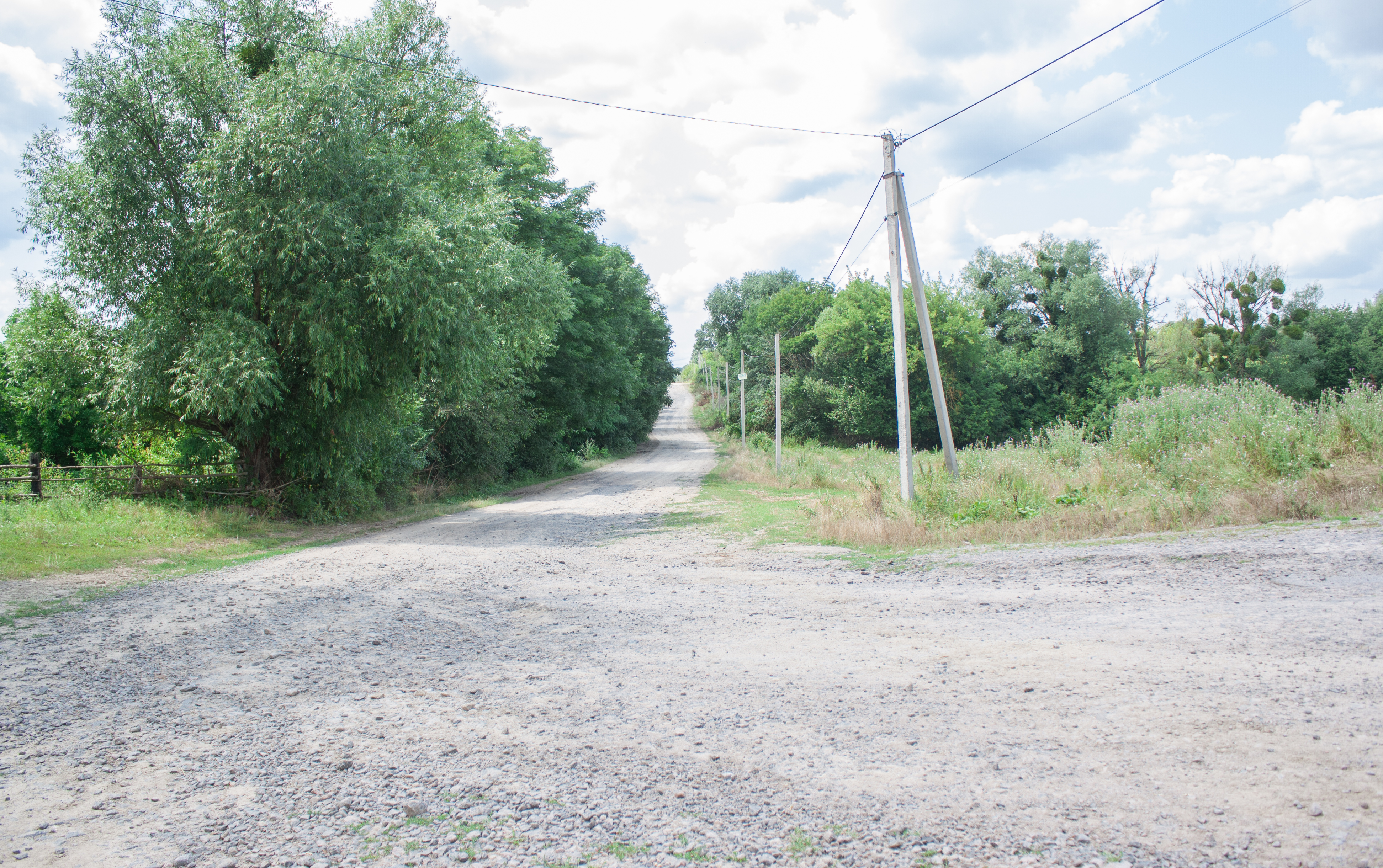
В'їзд у село
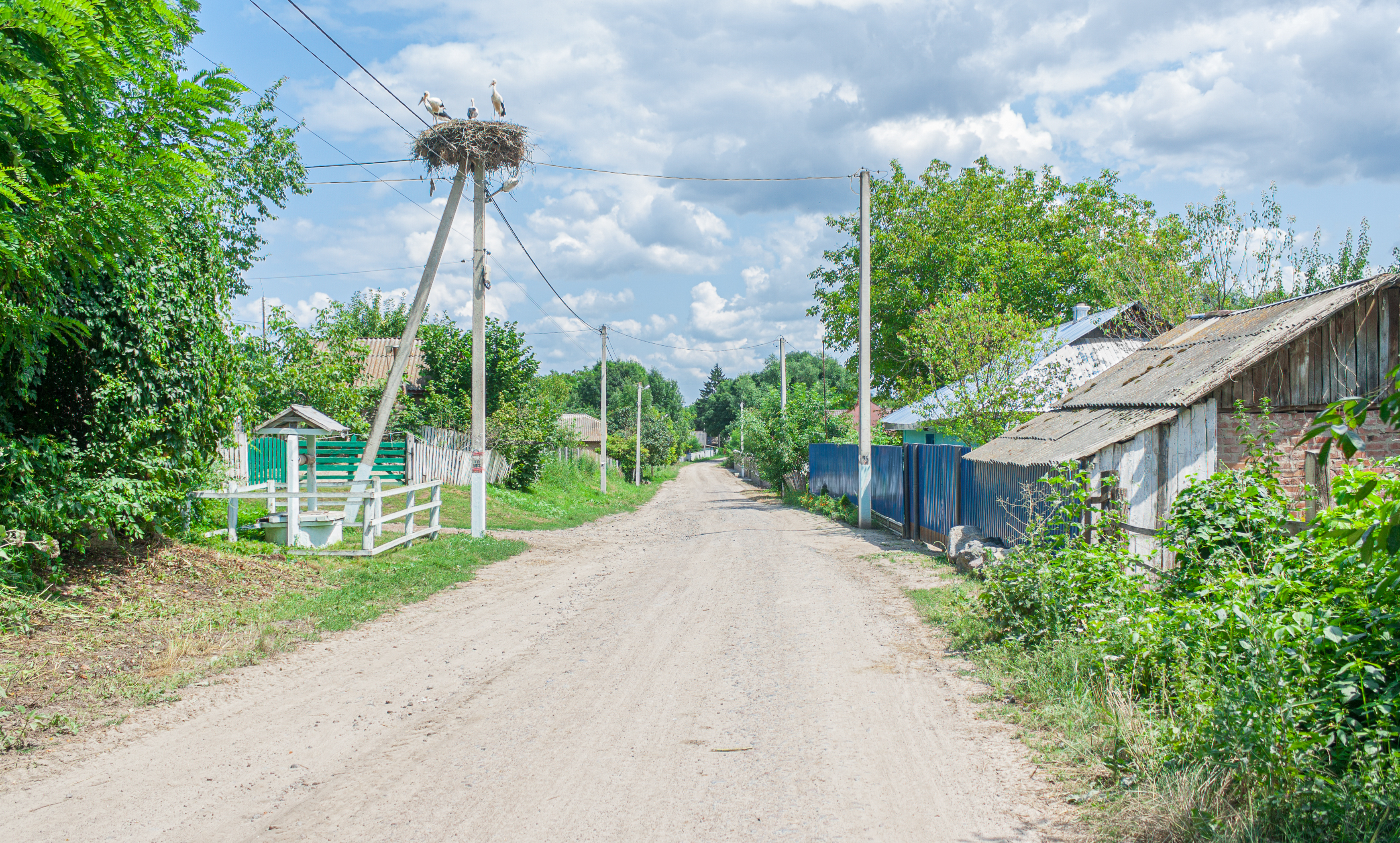
Вулиця Миру
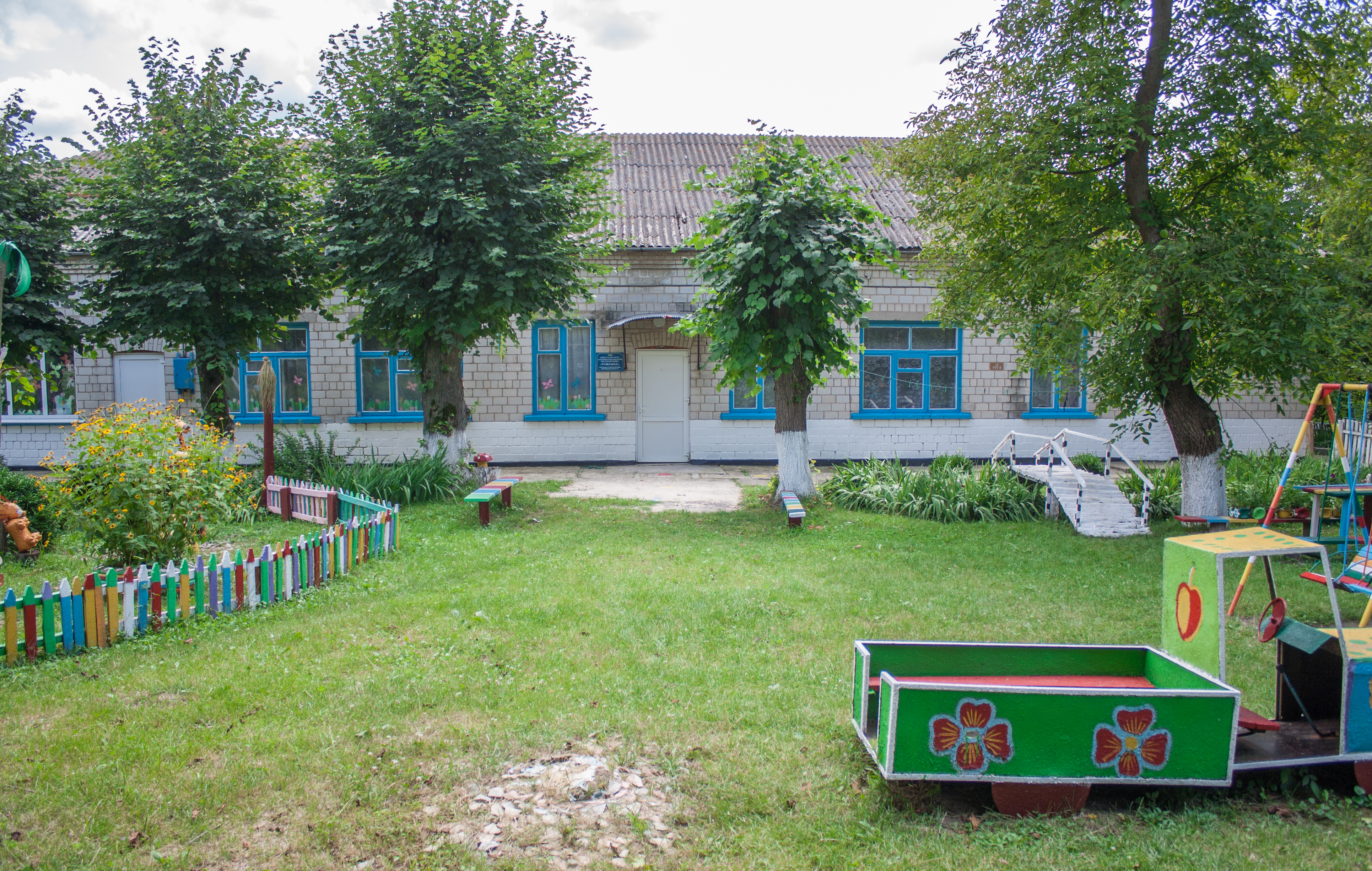
Дитсадок
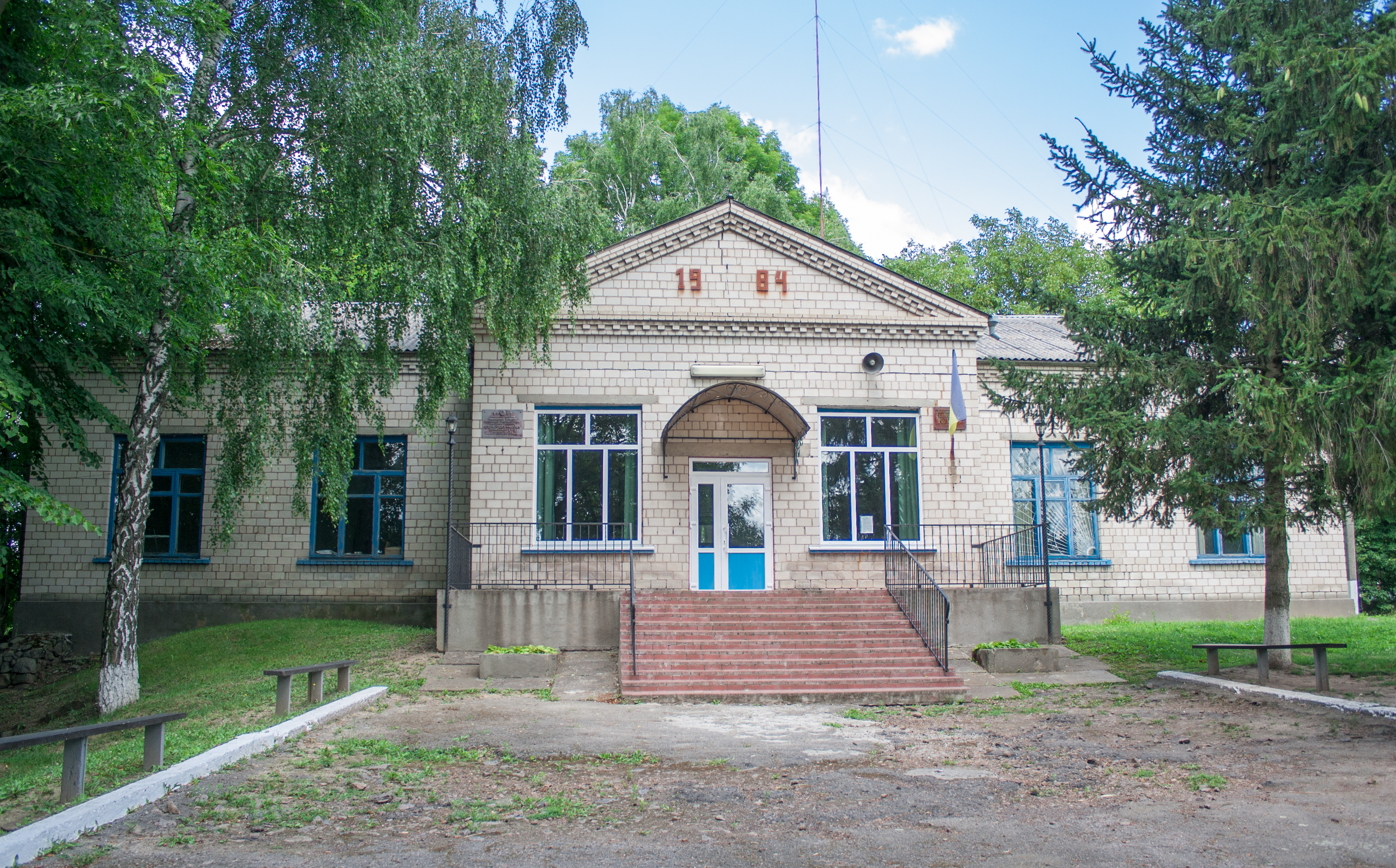
Будинок культури
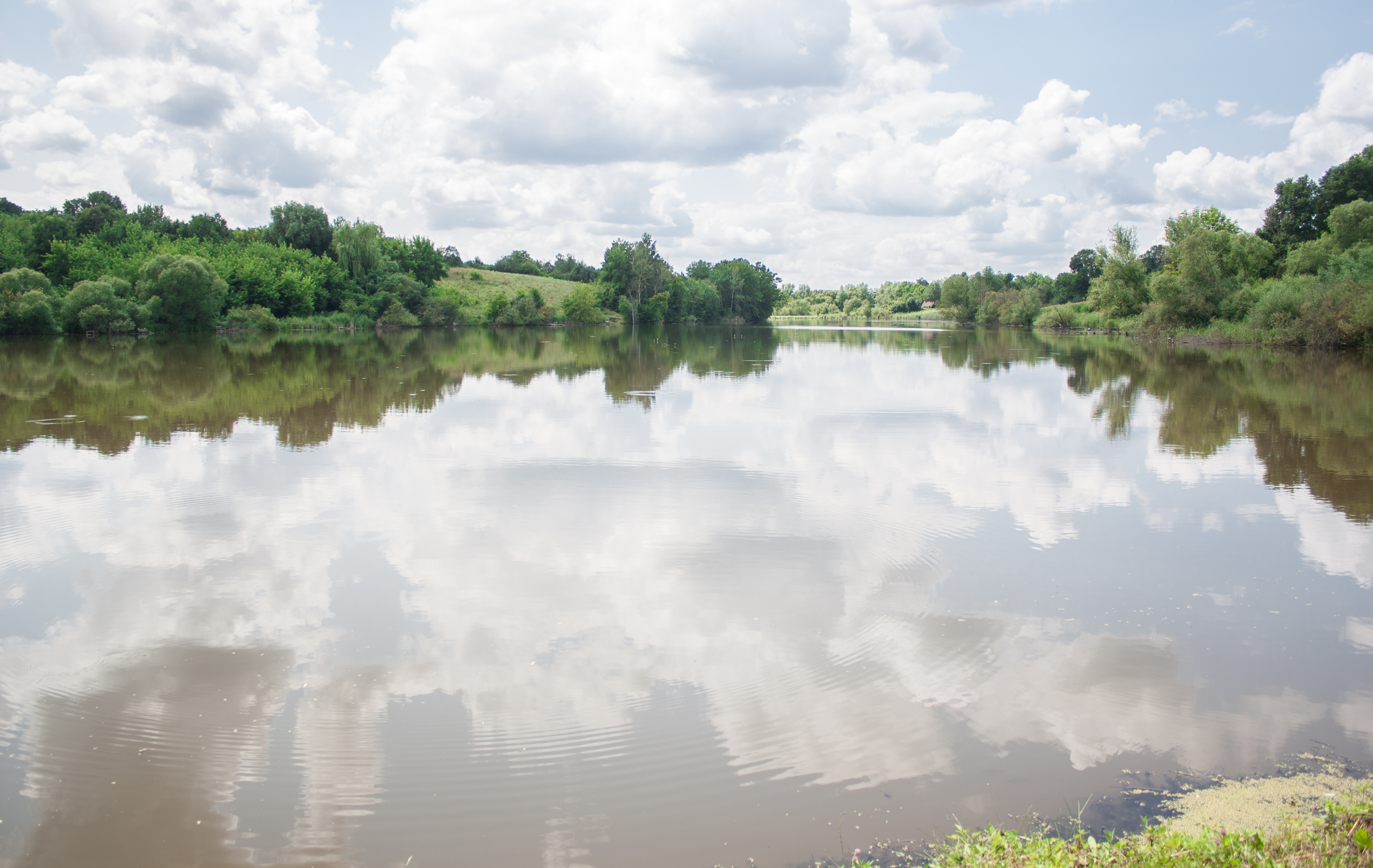
Ставок на річці Кальничка
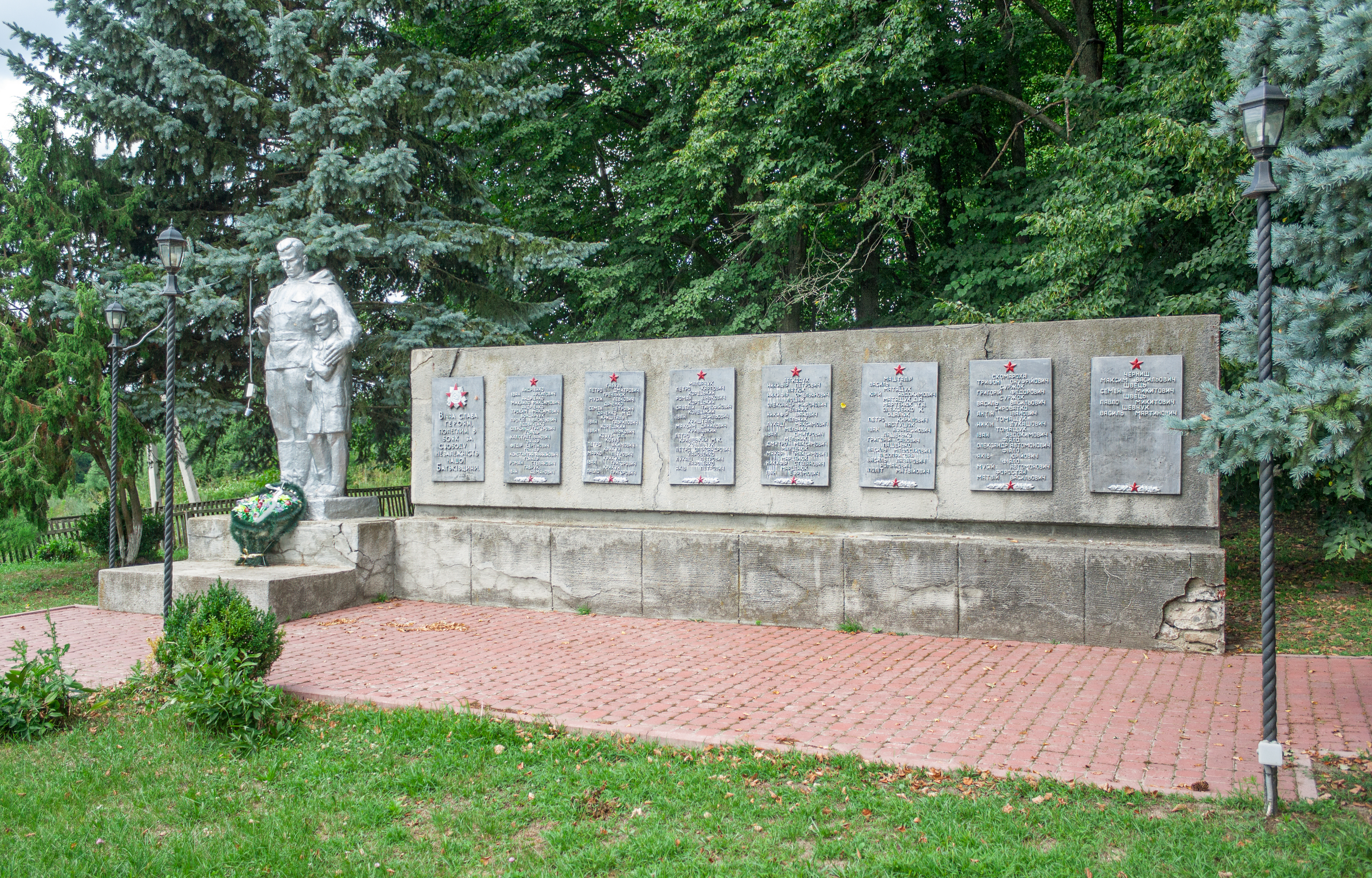
Пам’ятник воїнам–односельчанам